# Sleepy Jeffers
George „Sleepy“ Jeffers (* 15. Februar 1922; † 25. November 1992) war ein US-amerikanischer Country- und Rockabilly-Musiker.

## Leben
Sleepy Jeffers startete seine Karriere im Alter von zehn Jahren am 25. Dezember 1932. 1940 wurde Jeffers zusammen mit seinem Vater und seinem Bruder Mitglied des WWVA Jamborees in Wheeling, West Virginia. Später war er ebenfalls im WMMN Sagebrush Roundup zu hören. Während seiner Zeit beim Sagebrush Roundup wurde er zu den US Marines eingezogen, aus denen er drei Jahre später entlassen wurde.
Nach seinem Militärdienst begann Jeffers auf dem Radiosender WTIP in Charleston, West Virginia, als Disc Jockey zu arbeiten. 1951 hatte er in Shreveport, Louisiana, auf KTBV seine eigene Radioshow, die am Vormittag ausgestrahlt wurde. Er war außerdem ein Bestandteil der Show der Davis Twins, die morgens um sechs sowie vormittags um elf eine Sendung moderierten. Mit den Davis Twins nahm Jeffers 1957 bei Starday die Single Pretending Is A Game / My Blackbirds Are Bluebirds Now auf. Um 1959 arbeitete er wieder als DJ auf WTIP.
In den 1960er-Jahren moderierte Jeffers die Kinder-Fernsehshow Popcorn Theatre, in der er als Little Willie auftrat. Aus dieser Show heraus entwickelte Jeffers Mitte der 1960er-Jahre den Charakter Uncle Willie sowie die Uncle Willie Show auf WCHS-TV in Charleston. In dieser Show traten unter anderem auch wieder die Davis Twins auf. Die Band der Show bestand aus Lewis Collins (Gitarre), Roscoe Swerps (Steel Guitar) und Mark Wolford (Schlagzeug). In den 1970er-Jahren wurde die Show abgesetzt.

## Diskografie
| Jahr | Titel                                                                        | Plattenfirma      |
| ---- | ---------------------------------------------------------------------------- | ----------------- |
|      | I Used to Love You / You Turned a Good Man Down                              | Pacemaker HB 1007 |
| 1957 | Pretending Is a Game / My Blackbirds Are Bluebirds Now (mit den Davis Twins) | Starday 45-319    |